# Nándor Dáni
Nándor Dáni (30. května 1871 Budapešť – 31. prosince 1949 tamtéž) byl maďarský sportovec, který se proslavil stříbrnou medailí v běhu na 800 m na 1. letních olympijských hrách 1896 v Aténách.
Dáni byl všestranným sportovcem. Závodil však především v atletických bězích, byl držitelem několika maďarských rekordů, které zůstávaly nadlouho v platnosti – v běhu na 100 yardů byl jeho rekord 10.3 s z roku 1894 překonán až po devíti letech a národní rekord na 880 yardů 2:05.5 min přetrval plných 14 let.Na základě svých výkonů byl nominován mezi osm maďarských sportovců, kteří se zúčastnili olympiády.
O účasti Dániho v olympijském závodě na 100 m se zmiňuje pouze maďarská wikipedie, tento údaj je nespolehlivý. Běh na 800 m byl na pořadu 6. dubna 1896 (rozběhy) a 9. dubna (finále). Dáni běžel v prvním ze dvou rozběhů a doběhl těsně za Australanem Edwinem Flackem v čase 2:10.2 min, čímž si zajistil účast ve finále, když za ním skončil Němec Friedrich Traun a Brit George Marshall. Ve finále nakonec běželi jen tři běžci, protože Francouz Lermusiaux se chtěl šetřit na maratón. Dimitrios Golemis z Řecka nebyl pro zkušené závodníky rovnocenným soupeřem a brzy zaostal, nakonec finišoval na prvním místě Flack a Dáni získal stříbrnou medaili (v roce 1896 pouze pomyslnou, medaile se ještě neudělovaly).
Za Maďarský atletický klub závodil Dáni v atletice a cyklistice, byl veslařem Neptunovy veslařské asociace a rychlobruslařem Budapešťské bruslařské asociace. Po ukončení aktivní sportovní kariéry se stal členem představenstva Maďarské atletické asociace a byl ředitelem a posléze i prezidentem firmy, která vyráběla oxid uhličitý. Dáni zemřel v Budapešti 31. prosince 1949 ve věku 78 let.